# Crotonogyne laurentii
Crotonogyne laurentii är en törelväxtart som beskrevs av De Wild.. Crotonogyne laurentii ingår i släktet Crotonogyne och familjen törelväxter.
Artens utbredningsområde är Kongo-Kinshasa. Inga underarter finns listade i Catalogue of Life.